# Motorola 68020
Motorola 68020 je 32 bitni procesor tvrtke Motorola koji je naslijedio procesor Motorola 68000 i njegovog neuspješnog nasljednika Motorola 68010.

## Opis
Motorola 68020 prvi put proizveden 1984. godine je bio prvi u mnogo čemu prvi u svojoj klasi. Njegove nove osobine su bile:
- prvi potpuni 32 bitni procesor Motorole,
- prvi Motorolin procesor s cache memorijom za ubrzavanje rada
- prvi Motorolin procesor koji je dopuštao povezivanje više procesora. Sveukupno ih je bilo moguće povezati 8 u jednom računalu.

Slično kao Intelovi procesori ovog doba 68020 je bila izgađena bez koprocesora koji se morao naknadno kupovati i za razliku od popularnog 68000 ovaj napredniji model je mogao upotrebljavati virtualizaciju. Brzina procesora je bila između 12 i 33 megaherca.

## Korištenje
Procesor Motorola 68020 i njegova slabija te jeftinija varijanta 68EC020 su bili korišteni u proizvodnji velikog broja pisača i sljedećih računala:
- Apple Macintosh II i Macintosh LC
- Sun 3 radne stanice
- Amiga 1200 i Amiga CD32

Pored ostalog procesor se rabi i u vojnom zrakoplovu Eurofighter Typhoon.
Nasljednik procesora Motorola 68020 je bio Motorola 68030 koji se počinje proizvoditi 1987. godine